# Danh sách ủng hộ CANZUK
Danh sách ủng hộ CANZUK là một danh sách bao gồm các cá nhân hoặc tổ chức chính trị đến từ bốn quốc gia thành viên CANZUK: Úc, Anh Quốc, New Zealand và Canada.

## TạiÚc

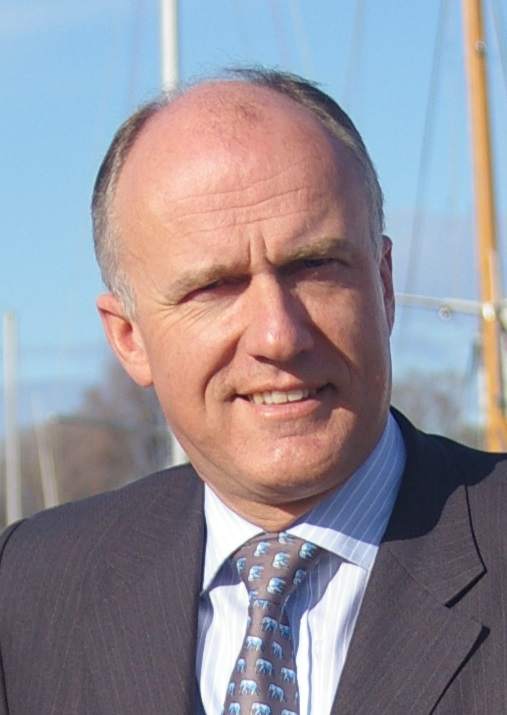
Eric Abetz, Thượng nghị sĩ Đảng tự do cho Tasmania

### Thượng nghị sĩ
- Eric Abetz, Thượng nghị sĩ Đảng tự do cho Tasmania[1][2]
- James Paterson, Thượng nghị sĩ Đảng tự do cho Victoria[3]

### Tổ chức
- Liên minh Người nộp thuế Úc (ATA)[4]

## TạiCanada

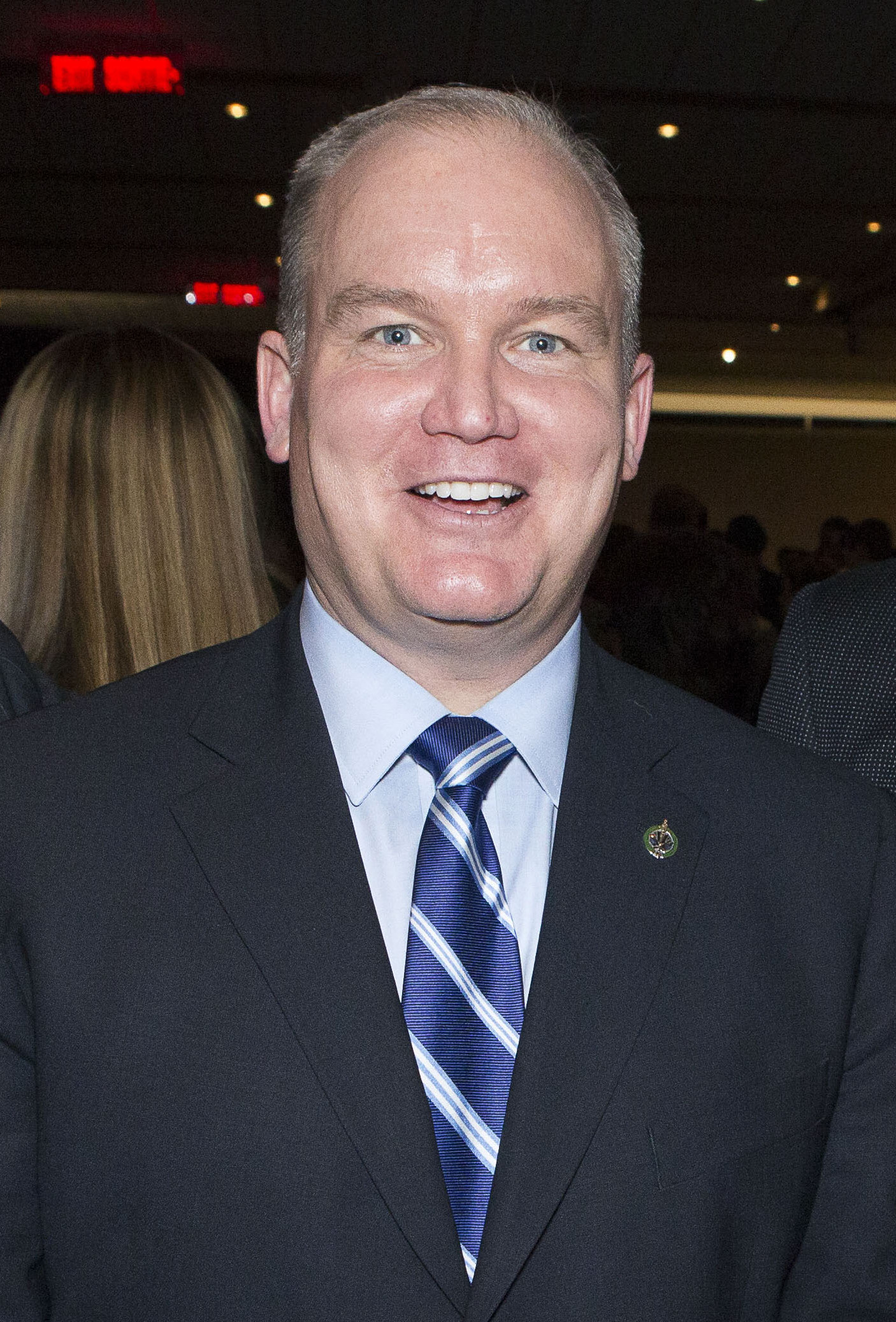
Erin O'Toole, lãnh đạo Đảng Bảo thủ Canada

### Các bên "Đảng"
- Đảng Bảo thủ Canada, một đảng chính trị liên bang Canada[5][6][7]

### Nghị sĩ
- Andrew Scheer, lãnh đạo phe đối lập chính thức 2017–2020, Nghị sĩ của Regina—Qu'Appelle[8][9][10]
- Dean Allison, Bộ trưởng Bộ Thương mại Quốc tế từ năm 2017, Nghị sĩ của Niagara West[11]
- Ed Fast, Bộ trưởng Bộ Môi trường từ năm 2015, Nghị sĩ của Abbotsford[11]
- Erin O'Toole, Bộ trưởng Bộ ngoại giao từ năm 2020, Nghị sĩ của Durham[12][13]
- John Brassard, Phó trưởng Whip từ năm 2017, Nghị sĩ của Barrie—Innisfil[5]
- Kelly McCauley, Phó Bộ trưởng Bộ Dịch vụ công và Mua sắm từ năm 2018, Nghị sĩ của Edmonton West[11]
- Lisa Raitt, Phó Lãnh đạo Đảng Bảo thủ từ năm 2017, Nghị sĩ của Milton[11]
- Michael Chong, Bộ trưởng Bóng tối về Cơ sở hạ tầng, Cộng đồng và Các vấn đề Đô thị từ năm 2017, Nghị sĩ của Wellington—Halton Hills[14]
- Peter Kent, Người chỉ trích chính thức đối lập về đạo đức từ năm 2017, Nghị sĩ cuả Thornhill[11]
- Todd Doherty, Bộ trưởng Bộ Thủy sản & Đại dương từ năm 2017, Nghị sĩ của Cariboo—Prince George[11]
- Stephanie Kusie, Nghị sĩ của Calgary Midnapore[11]

## TạiNew Zealand

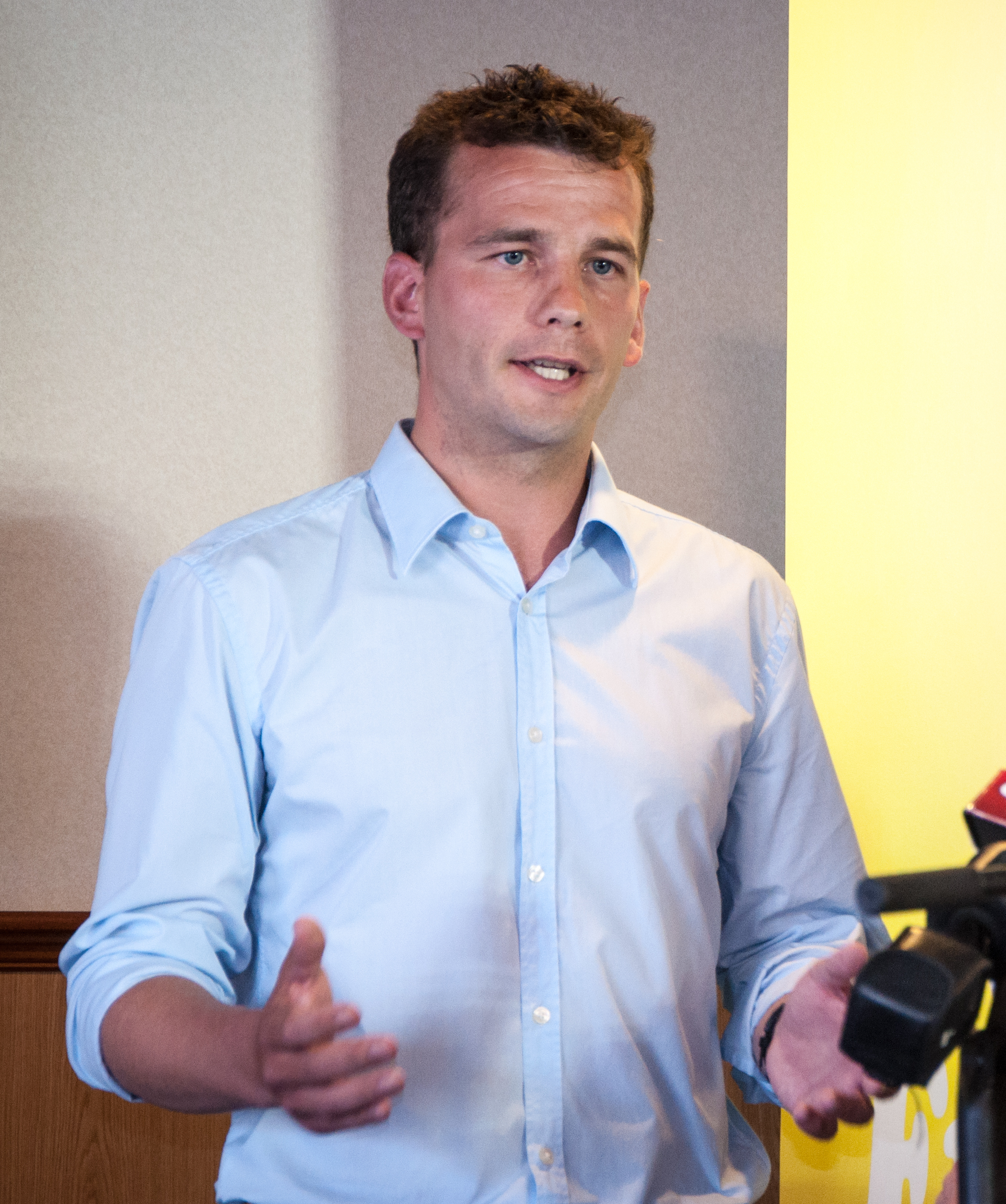
David Seymour

### Các bên "Đảng"
- ACT New Zealand, một đảng chính trị cánh hữu, tự do cổ điển ở New Zealand[15]

### Nghị sĩ
- David Seymour, Lãnh đạo của ACT New Zealand, Nghị sĩ của Epsom[15]
- Simon Bridges, lãnh đạo phe đối lập, nghị sĩ của Tauranga[16]

### Cựu nghị sĩ
- Winston Peters, cựu Phó Thủ tướng New Zealand, Bộ trưởng Bộ Ngoại giao,cựu nghị sĩ của New Zealand First List[17]

### Viện sĩ
- Noel Cox, luật sư, học giả pháp lý, và linh mục Anh giáo[11]

## TạiAnh Quốc

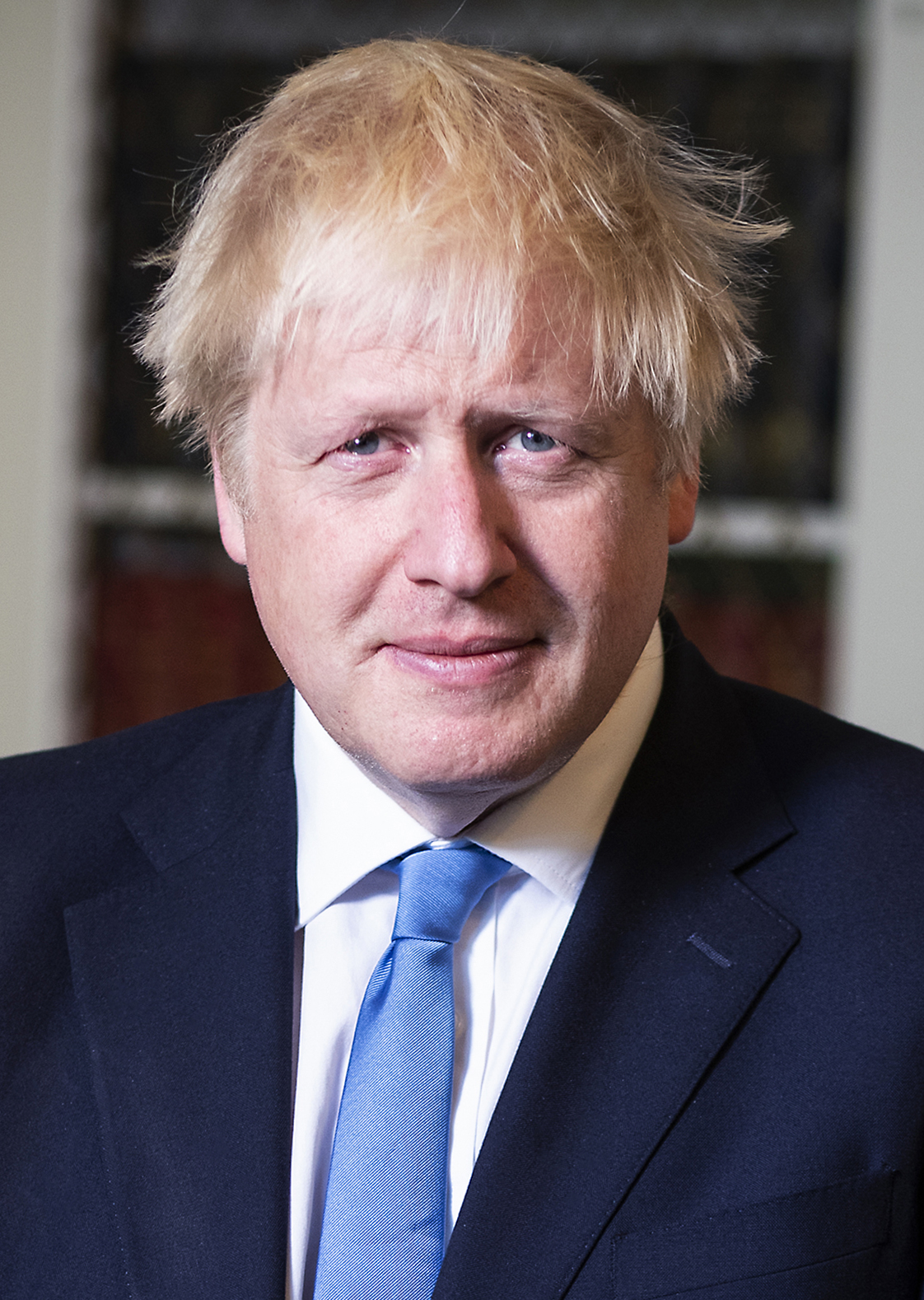
Boris Johnson

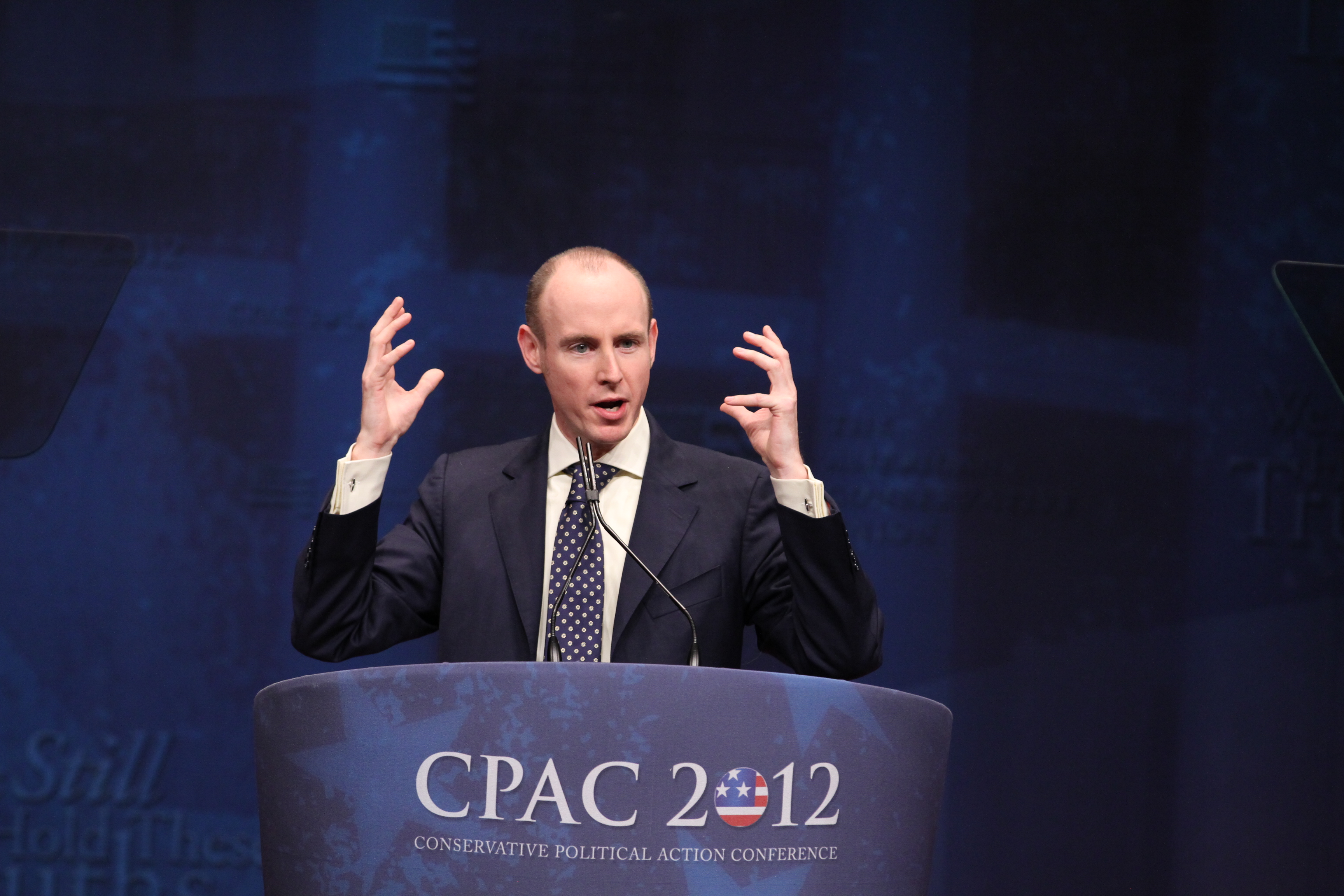
Daniel Hannan

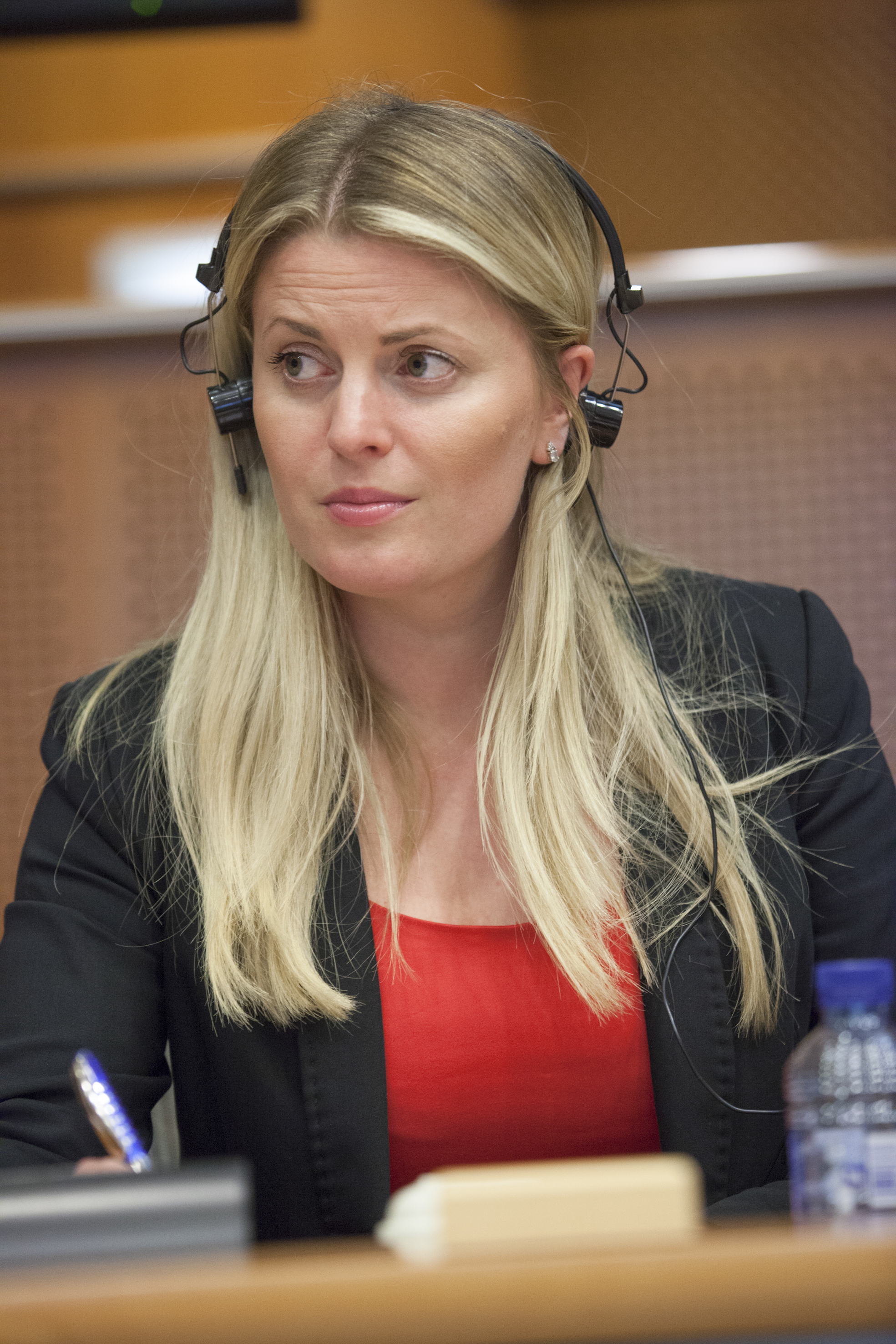
Emma McClarkin

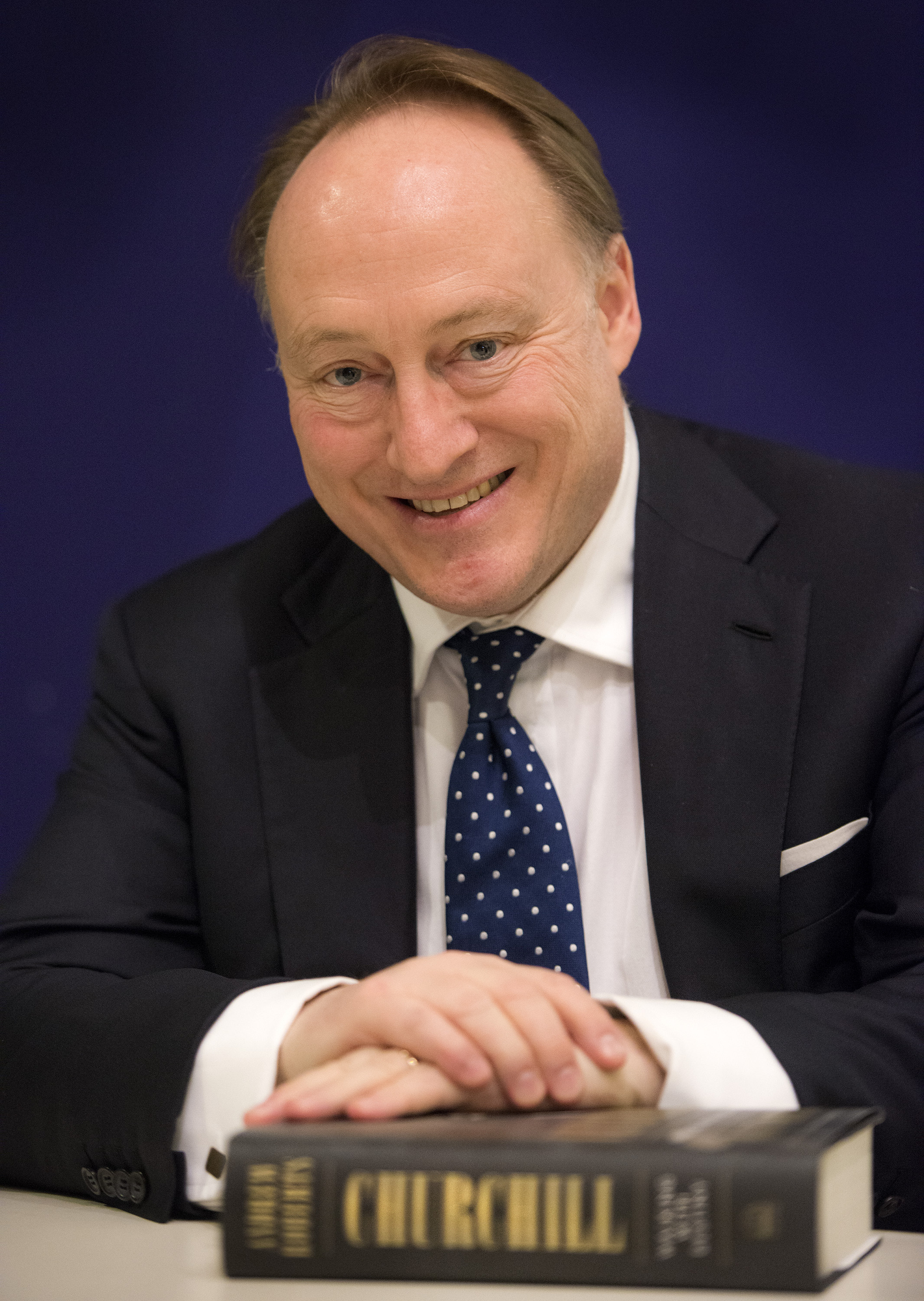
Andrew Roberts

### Các bên "Đảng"
- Đảng Đoàn thể Anh, một đảng chính trị đoàn thể ngưởi người Scotland[18]

- Đảng theo chủ nghĩa tự do, một đảng chính trị theo chủ nghĩa tự do[19]

- Đange Tự do[cần dẫn nguồn][a]

- Đảnh Bảo thủ và Liên minh, một đảng chính trị trung hữu[20]

### Các nghị sĩ
- Andrew Rosindell, nghị sĩ của Romford[13]
- Paul Bristow,[21] nghị sĩ của Peterborough
- Bill Grant, nghị sĩ của Ayr, Carrick và Cumnock[22]
- Bob Seely, nghị sĩ của Isle of Wight[23]
- Boris Johnson, nghị sĩ của Uxbridge và Nam Ruislip, cựu thị trưởng London,[24][25][26] Thủ tướng đương nhiệm của Vương quốc Liên hiệp Anh và Bắc Ireland.

- John Redwood, nghị sĩ của Wokingham[27]
- Michael Fabricant, nghị sĩ của Lichfield[28]
- Katherine Fletcher, nghị sĩ của South Ribble

### Cựu nghị sĩ
- David Howell, cựu Bộ trưởng Bộ Ngoại giao về Năng lượng, Bộ Giao thông vận tải, Bộ trưởng Bộ Ngoại giao, cựu nghị sĩ của Guildford[29]
- Julian Brazier, cựu nghị sĩ của Canterbury[13]

### Thành viên Nghị viện Châu Âu(MEP)
- Daniel Hannan, MEP của Đảng Bảo thủ cho Đông Nam Anh và là người sáng lập "Tổ chức bỏ phiếu rời khỏi EU của Anh Quốc"[30][7]
- Emma McClarkin, MEP sắp mãn nhiệm[31]
- Jonathan Arnott, MEP sắp mãn nhiệm[32]

### Thị trưởng
- Ben Houchen, Thị trưởng của Thung lũng Tees[33]

### Nhà xuất bản báo
- Conrad Black, cựu nhà xuất bản báo[7][26]

### Viện sĩ
- Andrew Roberts, nhà sử học, nhà báo đồng thời là giáo sư thỉnh giảng tại Khoa Nghiên cứu chiến tranh, thuộc Đại học King's College London và một Giảng viên Xuất sắc của Học viện Lehrman tại Hiệp hội Lịch sử New Yorkty[34]
- Jeremy Black, nhà sử học và là giáo sư sử học[7]
- Madsen Pirie, nhà nghiên cứu và tác giả[35]
- Sean Frost, Nhà khoa học và giảng viên

### Các nhà bảo
- John O'Sullivan, nhà bình luận chính trị bảo thủ, đồng thời là nhà viết sách và bài phát biểu cấp cao Phố 10 Downing cho Margaret Thatcher[7][36][37]
- Tim Montgomerie, nhà hoạt động chính trị, blogger, và nhà báo chuyên mục[38]

### Các tổ chức
- Viện Adam Smith[39][40][35]
- Hội Bruges[41]
- Viện các vấn đề kinh tế[42]
- Hiệp hội Khối thịnh vượng chung Hoàng gia[43][7]
- Hiệp hội Tự Do[44]
- Những người bảo thủ cho CANZUK[45]